# تشيلون
تشيلون هي بلدة في مقاطعة أنديجان في ولاية أنديجان في أوزبكستان.